# Владимирская епархия (РПСЦ)

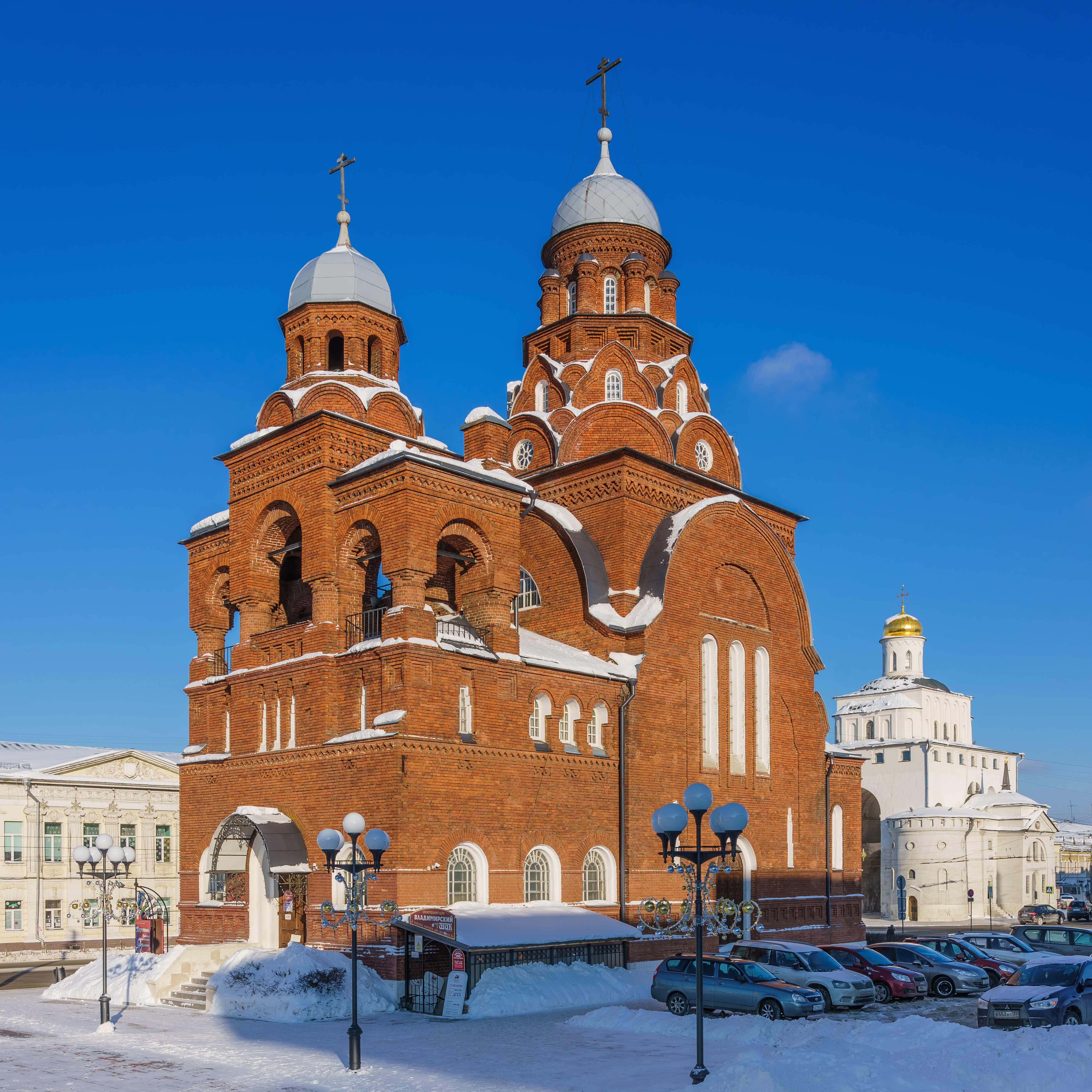
Троицкая церковь во Владимире, построенная в 1913—1916 годах (не передана)

Влади́мирская и Ива́ново-Вознесе́нская епа́рхия — историческая епархия старообрядческой церкви Белокриницкой иерархии, официально существовавшая с 1853 года, после рукоположения в Белокриницком монастыре священника Антония (Шутова) в сан архиепископа Владимирского и всея России. Сам архиепископ Владимирский активную деятельность вел среди христианских общин Владимирской губернии, в соседних с ней губерниях, а также в других районах империи.

## История
Появлению старообрядцев во Владимирском крае способствовала глухая и удалённая от просветительских центров местность некоторых его уездов, так называемое «залесье», в частности, это способствовало появлению беглых старообрядцев во Владимирской губернии. Старообрядцы были вынуждены скрываться от московских стрельцов, конные отряды которых посылали во Владимир, Суздаль, Вязники, Гороховец, Муром, Шую и другие города владимирской земли. Самое первое упоминание о «раскольниках» (это ещё одно определение представителей старообрядчества, особо популярное в дореволюционной историографии) на Владимирской земле в литературе относится к 1666 года, то есть ко времени раскола Русской православной церкви, когда старец Борисоглебского монастыря под Вязниками (ныне Владимирская область) Серапион отправил «извет» царю Алексею Михайловичу Романову, в котором писал: «…от тех богомерзких пустынников и лживых учителей… и твоему царскому величеству хула идет вечная… исходит в мир такое учение: не велят жениться ни мужем с женами жити, ни попов в дом пущати ни церквам Божиим не велят ходити, ни причащаться святых».
Возникновение старообрядческой общины, конкретно города Владимира, первое её официальное упоминание было связано со строительством первого старообрядческого храма на территории города. В 1912 году старообрядческая община австрийского толка приобрела участок вблизи Золотых ворот, на углу улиц Дворянской и Летнеперевозинской, к 1916 году на данном участке была построена старообрядческая Троицкая церковь, возведенного во имя Святой Троицы. Строительство церкви купцы приурочили к общегосударственному празднеству, посвященному 300-летию царствования дома Романовых. Богослужение в новом старообрядческом храме прекратилось в 1928 году, там разместилось губернское архивное бюро. Впоследствии здание использовалось городской властью для разных целей, вставал даже вопрос о сносе, пока в 1976 года Троицкую церковь не заняла экспозиция Владимиро-Суздальского музея-заповедника.
Летом 1920 года на общем экстренном собрании членов Совета архиепископии с участим представителей приходов Москвы и Московской области было принято решение об учреждении Владимирской и Иваново-Вознесенской епархии, чтобы по словам епископа Александра (Богатенкова), «иметь на всякий случай епископа вблизи Москвы». 25 июля того же года состоялась хиротония священноинока Каллиста (Макарова), который скончался 17 декабря 1931 года. Больше на Владимирскую епархию никто не назначался.

## Епископы
- Антоний (Шутов) (3 февраля 1853 — 18 февраля 1863)
- Каллист (Макаров) (25 июля 1920 — 17 декабря 1931)